# Thrall
Un thrall era un sclav sau iobag în ținuturile scandinave în timpul epocii vikingilor. Statutul de sclav (þræll, þēow) contrastează cu cel de om liber (karl) și nobil (jarl⁠(d)).

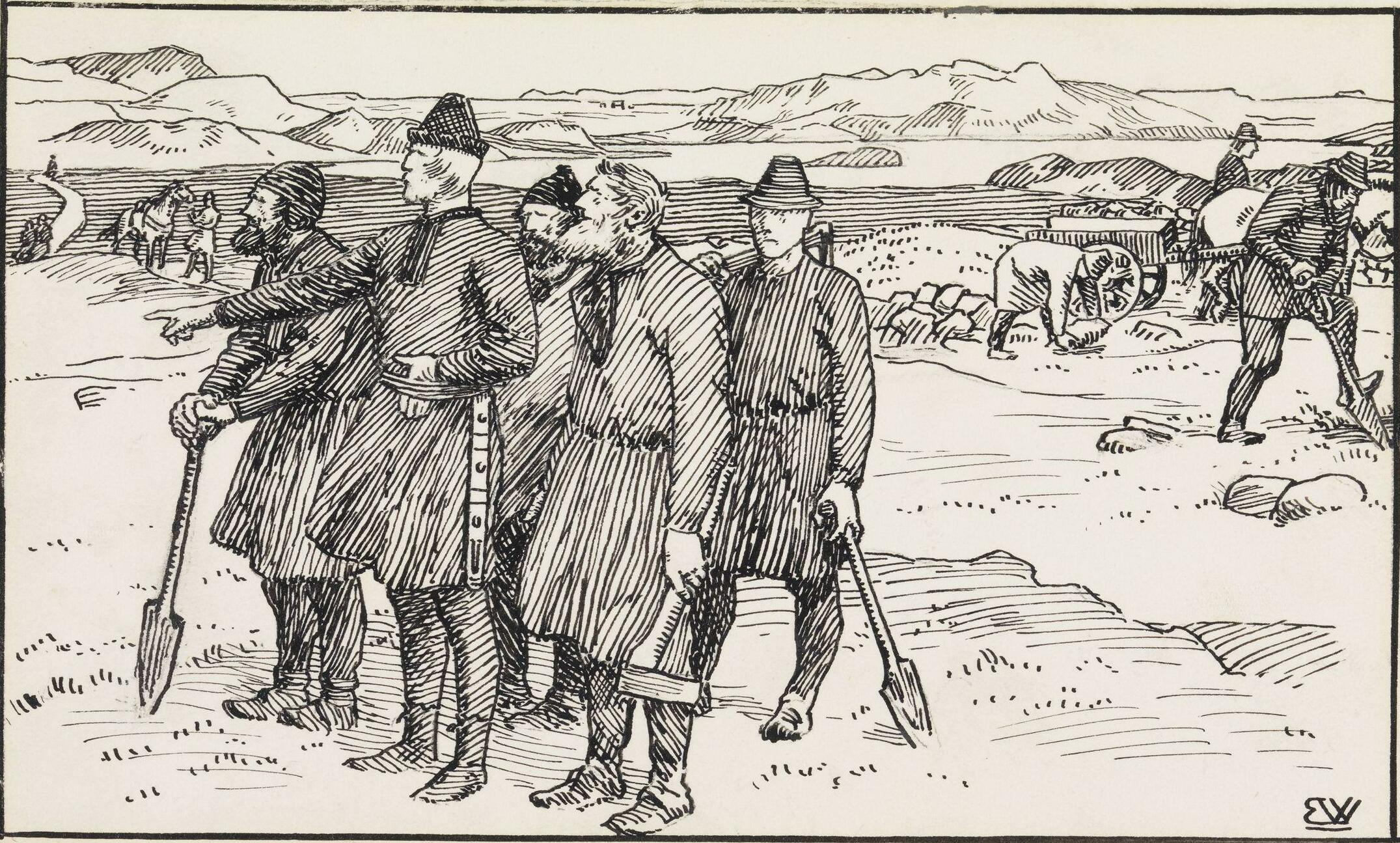
își pune robii la muncile zilei (1899)

## Etimologie
Cuvântul thrall provine din cuvântul din vechea nordică þræll, care înseamnă o persoană aflată în robie sau iobăgie. El provine dintr-un alt termen din protogermanică, þragilaz („alergător”, dintr-o rădăcină þreh-, „a alerga”). Germana veche de sus⁠(d) avea un derivat înrudit, dregil, care înseamnă „servitor, alergător”. În engleză, verbul to enthrall este de origine modernă timpurie (utilizare metaforică din anii 1570, utilizare literală din 1610).

## Dreptul germanic timpuriu

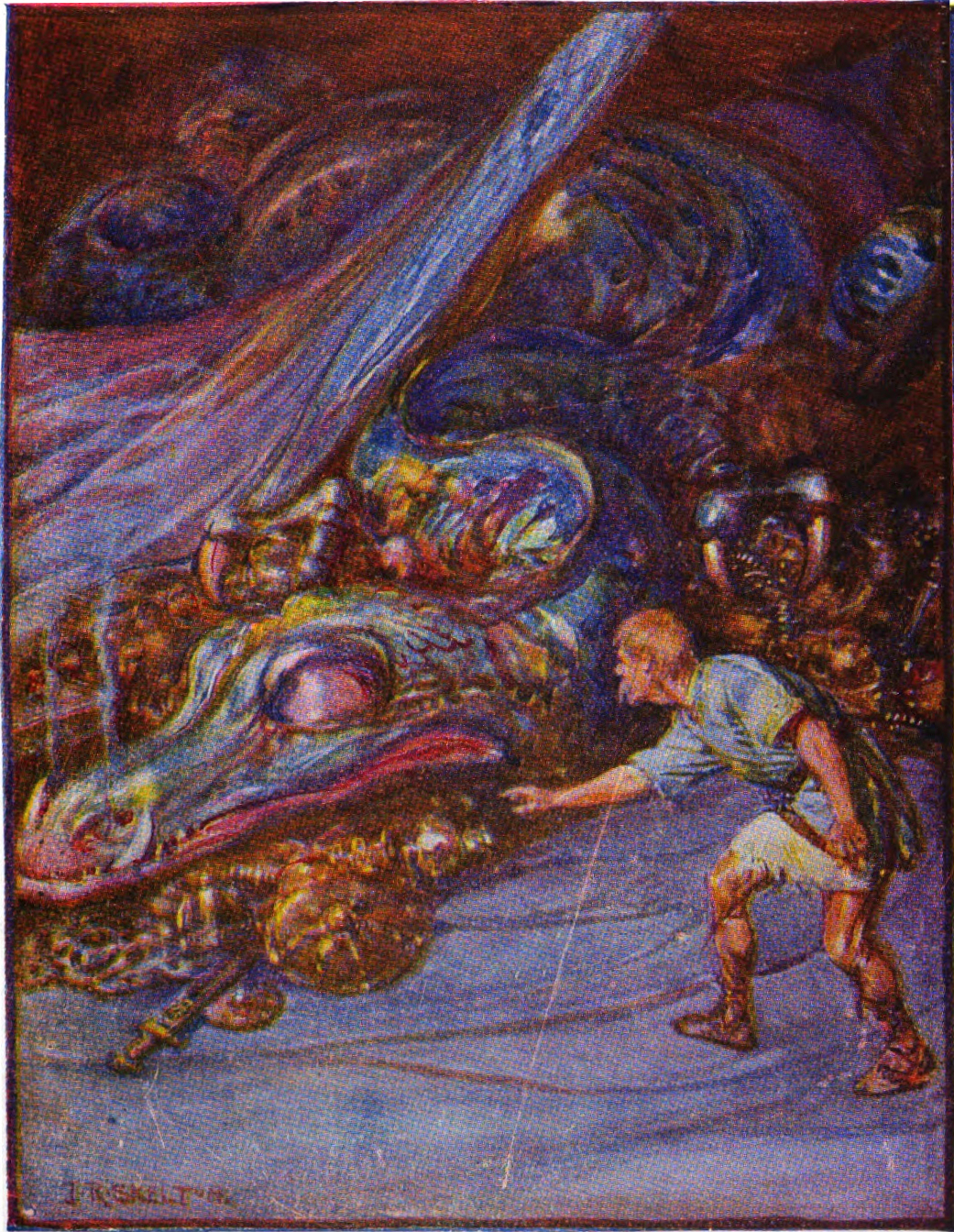
Thrallul lui Beowulf fură cupa de aur de la (1908)

Thrallul reprezintă cea mai inferioară dintre cele trei niveluri ale ordinii sociale a popoarelor germanice: nobili, oameni liberi și sclavi, în nordică veche jarl, karl și þræll (cf. Rígsțula⁠(d)), corespunzător în engleza veche lui eorl⁠(d), ceorl⁠(d) și þēow, în frizona veche⁠(d) etheling, friling, lēt, etc. Această diviziune este importantă în codurile de legi germanice⁠(d), care conțini prevederi speciale pentru sclavi, care erau proprietate și puteau fi cumpărați și vânduți, dar se bucurau și de un anumit grad de protecție legală.
Moartea unui om liber era compensată printr-un weregild, calculat de obicei la 200 de solidi (șilingi) pentru un om liber, în timp ce moartea unui sclav era tratată ca o pierdere de proprietate pentru proprietarul său și compensată în funcție de valoarea muncitorului.

## Societate
Thrallii erau cea mai joasă clasă de muncitori din societatea scandinavă. Ei erau europeni care fuseseră înrobiți ca prizonieri de război, oameni care au acumulat datorii sau s-au născut în clasa respectivă din părinții lor. Condițiile de viață ale sclavilor din Scandinavia variau în funcție de stăpân. Comerțul cu sclavi, ca pradă din expedițiile de jaf, era o parte importantă a economiei vikingilor. Deși există estimări de până la treizeci de sclavi per gospodărie, majoritatea familiilor dețineau doar unul sau doi sclavi.
În 1043, Hallvard Vebjørnsson⁠(d), fiul unui nobil local din districtul Lier, a fost ucis în timp ce încerca să apere o femeie sclavă de alți bărbați care o acuzau de furt. Biserica a aprobat cu tărie acțiunea sa, l-a recunoscut drept martir și l-a canonizat drept Sfântul Hallvard, patronul orașului Oslo.
În ciuda existenței unui sistem de caste, sclavii se puteau bucura și de un anumit nivel de fluiditate socială. Ei puteau fi eliberați oricând de stăpânii lor, puteau fi eliberați printr-un testament sau chiar își puteau cumpăra propria libertate. Odată ce un sclav era eliberat, devenea „om liber” sau Leysingi⁠(d), membru al unui grup intermediar între sclavi și oameni liberi. El continua să datoreze credință fostului său stăpân și trebuia să voteze conform dorințelor acestuia. Era nevoie de cel puțin două generații pentru ca oamenii liberi să-și piardă datoria de loialitate față de foștii stăpâni și să devină oameni liberi cu drepturi depline. Dacă un sclav eliberat nu avea urmași, fostul său stăpân îi moștenea pământul și proprietățile.
Deși thrallii și oamenii liberi nu aveau prea multă putere economică sau politică în Scandinavia, li se acorda totuși un wergeld, sau un preț al vieții omului: exista o pedeapsă monetară pentru uciderea ilegală a unui sclav.
Era raidurilor vikinge care duceau la capturarea de sclavi a început încetul cu încetul să se încheie în secolul al XI-lea. În secolele următoare, tot mai mulți sclavi și-au obținut libertatea, fie prin cumpărarea ei, fie la inițiativa stăpânilor, a Bisericii sau a autorității seculare.